# Luci Licini Sura (arc de Berà)
|  | No s'ha de confondre amb Luci Licini Sura (govern de Trajà). |

Luci Licini Sura (? - final del segle i aC) va ser un ciutadà romà que probablement va morir a Tàrraco, conegut perquè al seu testament va manar la construcció de l'Arc de Berà.
Ell va ser qui va decidir la construcció de l'Arc de Berà. El nom d'aquest personatge apareix a la inscripció que actualment es troba en quatre blocs de l'arquitrau de la cara nord del monument. Se sap, però, que fins a la restauració de 1840, es conservaven dos blocs més i que devia ocupar l'espai central del fris de la façana meridional. A través de dibuixos i documents, així com de les parts actualment conservades, es pot proposar una lectura d'aquesta inscripció que ens refereix la voluntat de Luci Licini Sura perquè, una vegada mort, es construís aquest edifici dedicat, probablement al propi emperador August. Aquest no apareix a la inscripció, però és possible que hi fos citat, com objecte de l'homenatge, en una altra inscripció que podia haver existit en l'àtic que devia coronar l'arc.
A través de la inscripció se sap, també, que Luci Licini Sura pertanyia a la tribu Sèrgia i que, per tant, no era originari de Tàrraco –capital de la Província de la Hispània Citerior–, que pertanyia a la tribu Galèria. No es coneixen més dades sobre la vida d'aquest personatge, però el fet que a la seva mort disposés la construcció d'un arc, en un acte d'evergetisme, fa pensar que devia ser una persona acomodada que devia tenir una activa participació en la ciutat. Segons les darreres investigacions, el Luci Licini Sura que apareix a la inscripció de l'Arc es podria identificar amb L(ucius Licinius) Sura, praefectus de la Colonia Victrix Iulia Lepida, que apareix documentat en una emissió de monedes de l'any 39 aC i no al Luci Licini Sura –senador i amic de l'emperador Trajà–, amb qui tradicionalment s'havia relacionat. Donada la importància que adquireix Tàrraco durant el darrer quart del segle i aC –convertida en capital de la província i amb la presència d'August–, no és d'estranyar que el praefectus de Lèpida volgués continuar la seva carrera política en aquesta ciutat.